# Хабары (Алтайский край)
Хабары́ — село в Алтайском крае. Административный центр Хабарского района и Хабарского сельсовета.

## География
Село расположено в 360 км к северо-западу от Барнаула и в 142 км от Камня-на-Оби, в лесостепной зоне Западно-Сибирской равнины, на северо-востоке Приобского плато, в верхнем течении Бурлы. Протяжённость пути от села до ближайшей железнодорожной станции Хабары, расположенной в селе Коротояк, составляет 25 км.
| Показатель                    | Янв. | Фев. | Март | Апр. | Май | Июнь | Июль | Авг. | Сен. | Окт. | Нояб. | Дек. |
| ----------------------------- | ---- | ---- | ---- | ---- | --- | ---- | ---- | ---- | ---- | ---- | ----- | ---- |
| Средний суточный максимум, °C | −14  | −13  | −4   | 8    | 18  | 24   | 26   | 23   | 17   | 7    | −4    | −11  |
| Средний суточный минимум, °C  | −22  | −22  | −14  | −2   | 6   | 11   | 13   | 11   | 5    | −1   | −11   | −19  |
| Источник: Sunmap              |      |      |      |      |     |      |      |      |      |      |       |      |

## Часовой пояс

Хабары находится в часовой зоне МСК+4 (красноярское время). Смещение применяемого времени относительно UTC составляет +7:00.....

## История
Село основано в 1764 году. Указом императрицы Екатерины II в 1764 году, как видно из дарственной записки, крещеным телеутам Кумышской инородной управы, в числе 6 семей, дозволено было переселиться на рр. Бурлу и Карасук. Занимаясь с начала охотой, они основали сначала деревню Хабары и начали смешиваться с русскими. В 1880 году было уже 7 деревень с 1236 д. населения В числе этих душ сохраняются все первоначальные фамилии инородцев, а именно: Холкины, Мальцевы, Малышевы, Пискуновы, Миловановы и прибывшие после инородцы : Сыгаковы, Балагановы, Парфеновы, Мурашкины и Калачиковы, В тех же деревнях проживало независимо от инородцев до 406 д. государственных крестьян, 78 мещан, купцов и солдат. Инородцы Кумышской управы — крупное, здоровое население с преобладающим русским типом. Все они занимаются земледелием и скотоводством. В сел. Хабары — ярмарка, где покупается на 15000 рублей привозной мануфактуры. Основана школа. Название села происходит от слова «хабар» — прибыток, барыш, удача, взятка.

## Население
| 1939  | 1959  | 1970  | 1979  | 1989  | 1997  | 1998  | 1999  | 2000  | 2001  |
| ----- | ----- | ----- | ----- | ----- | ----- | ----- | ----- | ----- | ----- |
| 2576  | ↗4168 | ↗4556 | ↗4841 | ↗5843 | ↗6139 | ↘5950 | ↗6117 | ↘6044 | ↗6093 |
| 2002  | 2003  | 2004  | 2005  | 2006  | 2007  | 2008  | 2009  | 2010  | 2011  |
| ↗6106 | ↘5943 | ↘5940 | ↘5910 | ↘5853 | ↗5867 | ↗5926 | ↘5925 | ↘5552 | ↘5530 |
| 2012  | 2013  | 2014  | 2015  | 2016  | 2017  | 2018  | 2019  | 2020  | 2021  |
| ↘5417 | ↘5311 | ↘5246 | ↘5204 | ↘5141 | ↘5084 | ↘5054 | ↘5028 | ↗5045 | ↘4963 |

### Известные люди
- Прохоров, Сергей Анатольевич (род. 1956) — советский и российский учёный и художник.
- Сигаков, Дмитрий Ильич (1921—1984) — Герой Советского Союза.

## Экономика и социальная сфера
В селе находятся хлебозавод, перерабатывающие и бытовые предприятия, дорожное ремонтно-строительное управление, 2 средние общеобразовательные школы, детские сады, библиотеки, поликлиника, районная больница и дом культуры, детская школа искусств (отделения музыки, хореографии и изобразительного искусства), спортивные сооружения.

## Радио
- 103,5 «Радио России»/ГТРК «Алтай»

## Мобильная связь
- «Билайн»
- «МТС»
- «МегаФон»
- «Yota»